# Piotr Wielki, Car Rosji (1672–1725)
Piotr Wielki, Car Rosji (1672–1725) (ang. Peter the Great, Tsar of Russia (1672–1725)) – obraz olejny namalowany przez angielskiego malarza niemieckiego pochodzenia Godfreya Knellera w 1698 roku, znajdujący się w zbiorach pałacu Kensington w Londynie, będącego częścią Royal Collection.

## Opis
Godfrey Kneller urodził się w Lubece, studiował u Rembrandta w Amsterdamie i do 1676 roku pracował w Anglii jako modny portrecista. Namalował siedmiu brytyjskich monarchów (Karola II, Jakuba II, Wilhelma III, Marię II, Annę, Jerzego I i Jerzego II), a w 1715 roku był pierwszym artystą, który otrzymał tytuł baroneta (kolejnym był malarz i pisarz John Everett Millais w 1885 roku). Zestaw portretów bohaterów brytyjskiej Royal Navy autorstwa Knellera, został przekazany przez króla Jerzego IV Królewskiemu Szpitalowi Marynarki Wojennej w Greenwich w 1824 roku.
Ten portret został namalowany przez Godfreya Knellera w 1698 roku, kiedy między 11 stycznia a 21 kwietnia car Rosji Piotr I Wielki przebywał w Londynie, odwiedzając króla Wilhelma III. Była to część jego słynnego „Wielkiego Poselstwa” z lat 1697–1698, misji dyplomatycznej, która przekształciła się w podróż zapoznawczą po bardziej rozwiniętych krajach Europy Zachodniej. Car był szczególnie zainteresowany budową statków holenderskich i angielskich, ponieważ w 1695 roku rozpoczął tworzenie rosyjskiej marynarki wojennej.
Dwudziestosześcioletni, pełen dostojeństwa car jest przedstawiony w zbroi z haftowanym złotym płaszczem podszytym gronostajami oraz koroną i jabłkiem na czerwonej poduszce w niszy po lewej. W prawej dłoni trzyma regiment, zaś u lewego boku widoczny jest miecz. Dopełnieniem kompozycji są żaglowce podczas manewrów widoczne przez okno. Piotr I Wielki podarował ten obraz królowi Wilhelmowi III.